# 比嘉智康
比嘉 智康（ひが ともやす、1984年1月22日 - ）は日本の小説家。ライトノベル作家。北海道札幌市在住。北星学園余市高等学校中退。
2007年、『地方都市伝説大全』で第3回MF文庫Jライトノベル新人賞優秀賞を受賞し、同年これを改題した『ギャルゴ!!!!! 地方都市伝説大全』でデビュー。
同じく北海道在住である小説家、三浦勇雄と親交が厚い。

## 主な著作

### MF文庫J
- ギャルゴ!!!!!（イラスト：河原恵）
  1. 地方都市伝説大全 （2007年10月） ISBN 978-4-8401-2062-3
  2. 地域限定焼餅大全 （2008年02月） ISBN 978-4-8401-2147-7
  3. 地上最強G級大全 （2008年07月） ISBN 978-4-8401-2367-9
  4. 地獄天国直通大全 （2008年11月）ISBN 978-4-8401-2484-3
  5. 地伝英雄逃亡大全 （2009年03月）ISBN 978-4-8401-2669-4
  6. 地上波初登場大全 （2009年07月）ISBN 978-4-8401-2841-4

- 神明解ろーどぐらす（イラスト：すばち）

- 泳ぎません。（イラスト：はましま薫夫）
  1. だがスク水。 （2011年09月21日） ISBN 978-4-8401-4243-4
  2. 泳げばいいと思うよ。 （2011年12月21日） ISBN 978-4-8401-4343-1

- たまらん! メチャクチャな青春ラブコメに巻き込まれたけど、生まれてきてよかった。（イラスト：本庄マサト）
  1. 2015年5月21日 ISBN 978-4-04-067660-9

### 一迅社文庫
- 覚えてないけど、キミが好き（イラスト：希望つばめ）
  1. 2012年4月20日 ISBN 978-4-7580-4314-4
  2. 2012年10月20日 ISBN 978-4-7580-4372-4

### ファミ通文庫
- 転醒のKAFKA使い（イラスト：ぜろきち）
  1. 2014年4月28日 ISBN 978-4-04-729632-9
- キミは一人じゃないじゃん、と僕の中の一人が言った（イラスト：はっとりみつる）
  1. 2017年8月30日 ISBN 978-4-04-734746-5

### HJ文庫
- ワーウルフになった俺は意思疎通ができないと思われている（イラスト：福きつね）
  1. 2020年5月1日 ISBN 978-4-7986-2207-1

### 角川文庫
- あの夏、僕らに降った雪
  1. 2020年12月24日 ISBN 978-4-04-110838-3

### 電撃文庫
- 命短し恋せよ男女
  1. 2023年5月10日 ISBN 978-4-04-914936-4
  2. 2023年8月10日 ISBN 978-4-04-914937-1